# Jinmenju

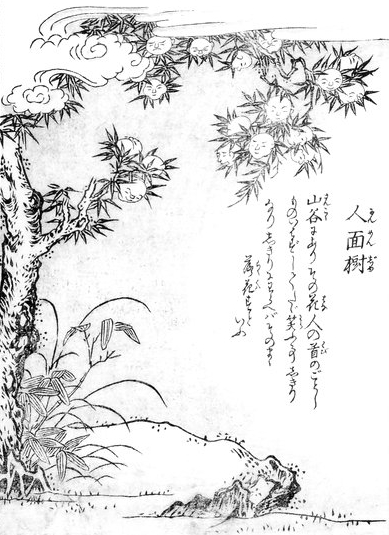
Il Jinmenju illustrato da Toriyama Sekien nel Konjaku Hyakki Shūi

Jinmenju o Ninmenju (人面樹? albero dalla faccia umana) è, secondo una leggenda folcloristica diffusa in Giappone, un albero che si trova nelle valli montane. Il frutto dell'albero si presenta con una testa umana. Non dice una parola, ma continua a ridere o sorridere. Si narra che se il frutto ride troppo, cade dall'albero.

## Caratteristiche
Gli alberi di Jinmenju si trovano nel sud dell'Asia orientale, e i frutti dell'albero vengono chiamati jinmenshi, o frutti dalla faccia di bambino. Questi maturano in autunno, e se vengono mangiati hanno un sapore dolce/amaro. Si dice che anche i semi di Jinmenju abbiano un volto umano, con occhi, orecchie, naso e bocca.

## Origini della leggenda
La leggenda del Jinmenju viene dalla Cina, ed è stata tramandata in seguito in Giappone, dove è stato considerato uno yōkai per la sua singolare natura.